# Aulacaspis herbae
Aulacaspis herbae är en insektsart som först beskrevs av Green 1899.  Aulacaspis herbae ingår i släktet Aulacaspis och familjen pansarsköldlöss. Inga underarter finns listade i Catalogue of Life.